# Майер, Натаниэль
Натаниэл Майер (англ. Nathaniel Mayer; 10 февраля 1944 года, Детройт, Мичиган — 1 ноября 2008, там же) — ритм-энд-блюзовый певец, который начал свою карьеру в начале 60-х годов на Fortune Records в Детройте, штат Мичиган. «Nay Dog» или «Nate», как он также был известен, имел грубую, весьма энергичную манеру пения и безумные сценические шоу.
После 35-летнего отсутствия в музыке, в 2002 году Майер снова начал записываться и давать концерты, выпуская альбомы на Fat Possum, Alive Records и Norton Records.

## Карьера
Майер начал свою карьеру на Fortune Records, детройтском записывающем лейбле, принадлежавшем Джеку (Jack) и Деворе Браун (Devora Brown). Он будет оставаться с этим лейблом на протяжении 6-ти лет, записав небольшое количество песен.
В 1962 году, когда Майеру было 18 лет, он попал в хит-парад Топ-40, с песней «Village of Love», записанной совместно с The Fabulous Twilights. Песня была выпущена на Fortune Records, которая затем отдала запись в аренду United Artists Records для широкого распространения. Последующие записи, такие как «Leave Me Alone» (62 год) и «I Had A Dream» (63 год) не повторили успеха «Village of Love» (несмотря на то, что обе записи, особенно «Leave Me Alone», продавались хорошо). В 1966 году Майер выпустил «I Want Love and Affection (Not The House Of Correction)» вызывающее новое произведение в духе Джеймса Брауна (James Brown). Затем он порвал с Fortune Records из-за разногласий.

## После Fortune Records
После Fortune Records, местонахождение Майера было фактически неизвестно. В течение десятилетий, ходили лишь расплывчатые слухи о нём. Тем не менее он “всплыл” в 1980, чтобы записать “Raise the Curtain High”. Это будет единственная запись Майера с 1966 по 2002 годы. Исчезновение в гетто восточного Детройта в течение следующих двух десятилетий, различные слухи, превратили Майера в городскую легенду. Однако, после выпуска Norton Records “I Don’t Want No Bald-Headed Woman Telling Me What to Do” в 2002 году (никогда прежде не издававшейся записи 1968), Майер вдохновился записью и предстал перед публикой снова.
Майер окончательно вернулся в музыку в 2002 году. Его некогда сладкий голос стал глубоким, скрежуще-рычащим, что придало его поздним альбомам совсем новое звучание. Он играл в клубах и на фестивалях, приобретая новое поколение поклонников своим захватывающим живым шоу.
В 2004 Майер вернулся в студию, чтобы записать “I Just Want to Be Held” для Fat Possum Records (Миссисипи), лейбле известном, главным образом, выпуском записей неизвестных блюзменов. В 2005 году он гастролировал с приятелями музыкантами Fat Possum. В 2006 Stardumb Records, записывающий лейбл, находящийся в Голландии, выпустил сингл, содержащий 3 песни, взятых из альбома, записанного на Fat Possum.
Последний альбом Майера, “Why Don’t You Give To Me?”, был выпущен 21 августа 2007 года на Alive Records, при участии Дэна Орбаха (Dan Auerbach) из The Black Keys, Мэттью Смита (Matthey Smith) из Outrageous Cherry, Троя Грегори (Troy Gregory) из The Dirtbombs, Дэйва Шетлера (Dave Shettler) из SSM и The Sights.
Последнее время, Майера можно было услышать, выступающим со множеством соул и гаражных групп. The Detroit Corbas сделали кавер-версию песни “Village of Love” в 1996 году. А “Leave Me Alone” была переделана The Hard Feelings и Holly Golightly; Eve Monsees, The Exiles и the Gibson Brothers участвовали в записи "I Had A Dream".

## Смерть
В течение года после завершения его первого европейского тура, у Майера случались инсульты. После месяцев в больнице, Натаниэл Майер умер 1 ноября 2008 года в Детройте, штат Мичиган.

## Дискография

### Альбомы
- Village of Love (1963, Fortune Records; CD-компиляция выпущена в 1996 году с дополнительными треками, Gold Dust Records)
- I Just Want to Be Held (2004, Fat Possum Records)
- Anthology: I Want Love and Affection - 2xLP / CD digipack (2006, Vampisoul)
- Why Don't You Give It To Me? (2007, Alive-Naturalsound Records)
- Why Won't You Let Me Be Black? (2009, Alive-Naturalsound Records)

### Синглы
- "My Last Dance With You"/"My Little Darling" (1961) Fortune 542
- "Village Of Love"/"I Want A Woman" (1962) Fortune 545; United Artists 449
- "Leave Me Alone"/"Hurting Love" (1962) Fortune 547; United Artists 487
- "Mr. Santa Claus"/"Well, I've Got News" (1962) Fortune 550
- "Well, I've Got News"/"Work It Out" (1963) Fortune 550
- "I Had A Dream"/"I'm Not Gonna Cry" (1963) Fortune 554
- "Going Back To The Village Of Love"/"My Last Dance With You" (1963) Fortune 557
- "A Place I Know"/"Don't Come Back" (1964) Fortune 562
- "I Want Love and Affection (Not the House of Correction)"/"From Now On" (1966) Fortune 567
- "Raise The Curtain High"/"Super Boogie" (1980) Love Dog 101
- "I Don't Want No Bald Headed Woman Telling Me What To Do"/"I Don't Want No Bald Headed Woman Telling Me What To Do" (instrumental) (2002; recorded 1968) Norton 107
- "Ride In My 225"/"Mister Santa Claus" (live) (2005) Norton 126
- "I Found Out" (2006) Stardumb Records